# 纤细黄鹌菜
纤细黄鹌菜（学名：Youngia stebbinsiana）为菊科黄鹌菜属下的一个种。

## 扩展阅读
- 維基物種上的相關：纤细黄鹌菜